# OSSA TR
La OSSA TR è un motociclo da trial prodotto dalla casa motociclistica spagnola OSSA. Fu questo il modello impiegato per riprendere la produzione dopo lunghi anni d'inattività causati dal fallimento dell'azienda.

## Descrizione
La moto è molto innovativa e adotta alcune soluzioni che non erano mai state applicate a veicoli di questa categoria.
Il motore è a 2 tempi, ma si differenzia dalla concorrenza per diverse soluzioni progetturali che hanno permesso di ridurre le sovrastrutture. Tali modifiche si concretizzano nel cilindro posizionato con inclinazione a retromarcia (inclinato all'indietro), nello scarico posto e rivolto verso la parte posteriore, nell'aspirazione posizionata nella parte anteriore della moto, nell'alimentazione ad iniezione indiretta e posta nel carter e nel serbatoio locato subito dietro alla ruota anteriore, dietro al quale si trovano la scatola dell'aria e il radiatore
Il telaio, come il forcellone, è realizzato in tubi ed adotta la soluzione delle forcelle rovesciate. 
La casa produttrice dichiara che il motore può funzionare con una miscela olio/benzina compresa tra lo 0,7% e lo 0,9%, mentre per il cambio sono necessari solo 350 ml d'olio.
Inizialmente venne presentata nella sola cilindrata 280, ma nel 2014 la gamma venne estesa alle cilindrate 125, 250 e 300cc.
Ok